# Любовицьке лісництво
Любо́вицьке лісни́цтво — лісництво в Коростенському районі Житомирської області України. Розташоване на північний схід від села Любовичі, на протилежному, лівому, березі річки Різня. 
Площа лісництва — 4196,2 га. Контора знаходиться в кварталі 34 біля села Любовичі. Територія лісництва розділена на 3 майстерські дільниці та 3 обходи.
Межує на сході з Іванківським районом Київської області. Входить до складу державного підприємства «Радомишльське лісомисливське господарство». 
На території лісництва в кварталі 39 розташований гідрологічний заказник «Галове». 

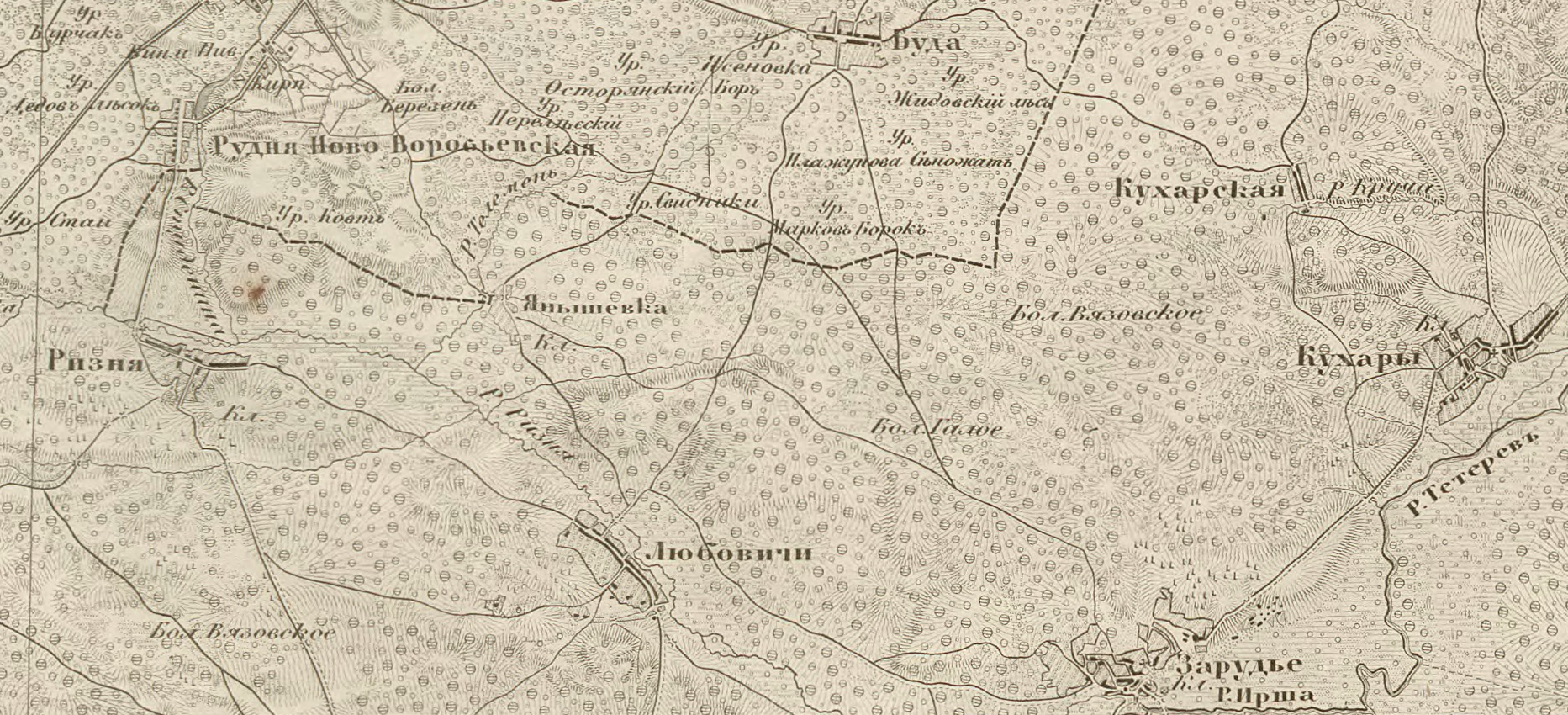
«Галове» (Бол. Галое) на російській військово-топографічній мапі Київської губернії (на північний схід від села Любовичі), 1868 рік

## Російське вторгнення 2022 року
В результаті воєнних дій лісництво зазнало значних збитків — пошкоджені та знищені основні засоби, знищена та замінована інфраструктура та лісовий фонд, повністю зруйнована будівля лісництва та автотранспортний парк.